# Ernst Gaupp
Ernst Wilhelm Theodor Gaupp, född den 13 juli 1865 i Beuthen, död den 23 november 1916 i Breslau, var en tysk anatom, sonson till Ernst Theodor Gaupp.
Gaupp studerade i Breslau, blev Dr. med. 1889 och var därefter assistent vid det anatomiska institutet i Breslau och lärare vid konstakademien. Privatdocent i anatomi blev han 1893, prosektor i Freiburg im Breisgau 1895 och extraordinarie professor där 1897. Han blev ordinarie professor i anatomi 1912 vid universitetet i Königsberg och 1915 i Breslau.
Till lösningen av de frågor, som rör sig omkring kraniets utveckling, problem, som sedan gammalt fängslat den jämförande anatomiens yppersta representanter (Goethe, Huxley, Gegenbaur), lämnade Gaupp i ett trettiotal publikationer de betydelsefullaste bidrag, som blev resultaten av arbetet omkring förra sekelskiftet. 
Av dessa hans skrifter kan nämnas Die Metamerie des Schädels (1897), Alte Probleme und neuere Arbeiten über den Wirbeltierschädel (1900) och Über allgemeine und spezielle Fragen aus der Lehre vom Kopfskelett der Wirbeltiere (1906).